# Lista stadionów piłkarskich w Holandii
Lista stadionów piłkarskich w Holandii składa się z obiektów drużyn znajdujących się w Eredivisie (I poziomie ligowym Holandii) oraz Eerste divisie (II poziomie ligowym Holandii). Na najwyższym poziomie, tak jak i na drugim poziomie rozgrywkowym znajduje się po 18 drużyn, których stadiony zostały przedstawione w poniższej tabeli według kryterium pojemności, od największej do najmniejszej. Tabela uwzględnia również miejsce położenia stadionu (miasto oraz prowincję), klub do którego obiekt należy oraz rok jego otwarcia.
Do listy dodano również stadiony o pojemności powyżej 3 tys. widzów, które są areną domową drużyn z niższych lig lub obecnie w ogóle nie rozgrywano mecze piłkarskie.
Na czterech stadionach z listy: Amsterdam ArenA, De Kuip, Philips Stadion oraz GelreDome zostały rozegrane Mistrzostwa Europy w Piłce Nożnej 2000, które wspólnie z Holandią organizowała Belgia. Na Stadionie Feyenoordu Rotterdam został rozegrany finał tych mistrzostw.
Legenda:

    – stadiony IV kategorii UEFA

    – stadiony w budowie lub przebudowie

    – stadiony zamknięte lub zburzone
| Lp | Nazwa stadionu              | Miejscowość      | Region              | Drużyny           | Otwarty / renowacja | Pojemność | Zdjęcie |
| -- | --------------------------- | ---------------- | ------------------- | ----------------- | ------------------- | --------- | ------- |
| 1  | Amsterdam ArenA             | Amsterdam        | Holandia Północna   | AFC Ajax          | 1996                | 53 032    |         |
| 2  | De Kuip                     | Rotterdam        | Holandia Południowa | Feyenoord         | 1937                | 51 577    |         |
| 3  | Philips Stadion             | Eindhoven        | Brabancja Północna  | PSV Eindhoven     | 1913                | 35 119    |         |
| 4  | De Grolsch Veste            | Enschede         | Overijssel          | FC Twente         | 1998                | 30 205    |         |
| 5  | GelreDome                   | Arnhem           | Geldria             | SBV Vitesse       | 1998                | 26 600    |         |
| 6  | Abe Lenstra Stadion         | Heerenveen       | Fryzja              | sc Heerenveen     | 1994                | 26 400    |         |
| 7  | Stadion Galgenwaard         | Utrecht          | Ulrecht             | FC Utrecht        | 2004                | 24 426    |         |
| 8  | Euroborg                    | Groningen        | Groningen           | FC Groningen      | 2006                | 22 414    |         |
| 9  | Parkstad Limburg Stadion    | Kerkrade         | Limburgia           | Roda JC           | 2000                | 19 200    |         |
| 10 | AFAS Stadion                | Alkmaar          | Holandia Północna   | AZ Alkmaar        | 2006                | 17 250    |         |
| 11 | Rat Verlegh Stadion         | Breda            | Brabancja Północna  | NAC Breda         | 1996                | 17 064    |         |
| 12 | Kyocera Stadion             | Haga             | Holandia Południowa | ADO Den Haag      | 2007                | 15 000    |         |
| 13 | Willem II Stadion           | Tilburg          | Brabancja Północna  | Willem II Tilburg | 1920                | 14 637    |         |
| 14 | Wagner & Partners Stadion   | Sittard          | Limburgia           | Fortuna Sittard   | 1999                | 12 500    |         |
| 15 | IJsseldeltastadion          | Zwolle           | Overijssel          | FC Zwolle         | 2009                | 12 500    |         |
| 16 | Goffertstadion              | Nijmegen         | Geldria             | NEC Nijmegen      | 1939                | 12 470    |         |
| 17 | De Vijverberg               | Doetinchem       | Geldria             | De Graafschap     | 1954                | 12 300    |         |
| 18 | Het Kasteel                 | Rotterdam        | Holandia Południowa | Sparta Rotterdam  | 1916                | 11 026    |         |
| 19 | De Geusselt                 | Maastricht       | Limburgia           | MVV Maastricht    | 1961                | 10 000    |         |
| 20 | Cambuur Stadion             | Leeuwarden       | Fryzja              | SC Cambuur        | 1936                | 10 000    |         |
| 21 | De Vliert                   | ’s-Hertogenbosch | Brabancja Północna  | FC Den Bosch      | 1999                | 9 000     |         |
| 22 | Univé Stadion               | Emmen            | Drenthe             | FC Emmen          | 2001                | 8 600     |         |
| 23 | Polman Stadion              | Almelo           | Overijssel          | Heracles Almelo   | 1999                | 8 500     |         |
| 24 | Kras Stadion                | Volendam         | Holandia Północna   | FC Volendam       | 1975                | 8 500     |         |
| 25 | De Koel                     | Venlo            | Limburgia           | VVV Venlo         | 1972                | 8 000     |         |
| 26 | Mandemakers Stadion         | Waalwijk         | Brabancja Północna  | RKC Waalwijk      | 1996                | 7 500     |         |
| 27 | De Adelaarshorst            | Deventer         | Overijssel          | Go Ahead Eagles   | 1920                | 6 700     |         |
| 28 | De Langeleegte              | Veendam          | Groningen           | BV Veendam        | 1998                | 6 500     |         |
| 29 | FC Oss Stadion              | Oss              | Brabancja Północna  | FC Oss            | 2000                | 4 662     |         |
| 30 | Jan Louwers Stadion         | Eindhoven        | Brabancja Północna  | FC Eindhoven      | 1994                | 4 600     |         |
| 31 | GN Bouw Stadion             | Dordrecht        | Holandia Południowa | FC Dordrecht      | 1958                | 4 100     |         |
| 32 | Stadion De Braak            | Helmond          | Brabancja Północna  | Helmond Sport     | 1967                | 4 100     |         |
| 33 | Schoonenberg Stadion        | Velsen-Zuid      | Holandia Północna   | Telstar           | 1948                | 3 650     |         |
| 34 | Stadion Woudestein          | Rotterdam        | Holandia Południowa | SBV Excelsior     | 1902                | 3 531     |         |
| 35 | Sportpark Berg & Bos        | Apeldoorn        | Geldria             | AGOVV Apeldoorn   | 1921                | 3 260     |         |
| 36 | Mitsubishi Forklift Stadion | Almere           | Flevoland           | FC Omniworld      | 2005                | 3 000     |         |